# Giovanni Azzaretti
Giovanni Azzaretti (Varzi, 22 gennaio 1933 – Voghera, 27 febbraio 2015) è stato un politico italiano.

## Biografia
Medico ed esponente della Democrazia Cristiana della provincia di Pavia, a 25 anni viene eletto sindaco di Varzi. 
Nel 1980 viene nominato direttore sanitario del Policlinico San Matteo di Pavia, incarico che mantiene fino al 2007.
Nel 1985 diventa consigliere regionale in Lombardia per la DC. Nel 1987 viene eletto senatore della Repubblica, restando in carica per una legislatura, fino al 1992. Fino allo stesso anno è anche consigliere comunale per la DC a Voghera.
Muore a 82 anni, nel febbraio del 2015.